# U-1176
U-1176 je bila nedokončana vojaška podmornica razreda VIIC/41 nemške Kriegsmarine med drugo svetovno vojno.

## Zgodovina
Gradnjo podmornice so naročili 16. julija 1942, na kar se je gradnja pričela 29. julija 1943. 6. novembra 1943 so podmornico splovili, a je bila nadaljnja gradnja zaustavljena že nekaj dni prej: 28. oktobra 1943 in dokončno preklicana 23. septembra 1944.

## Tehnični podatki
{{subst:Tip-}}